# Crimini di guerra della Wehrmacht

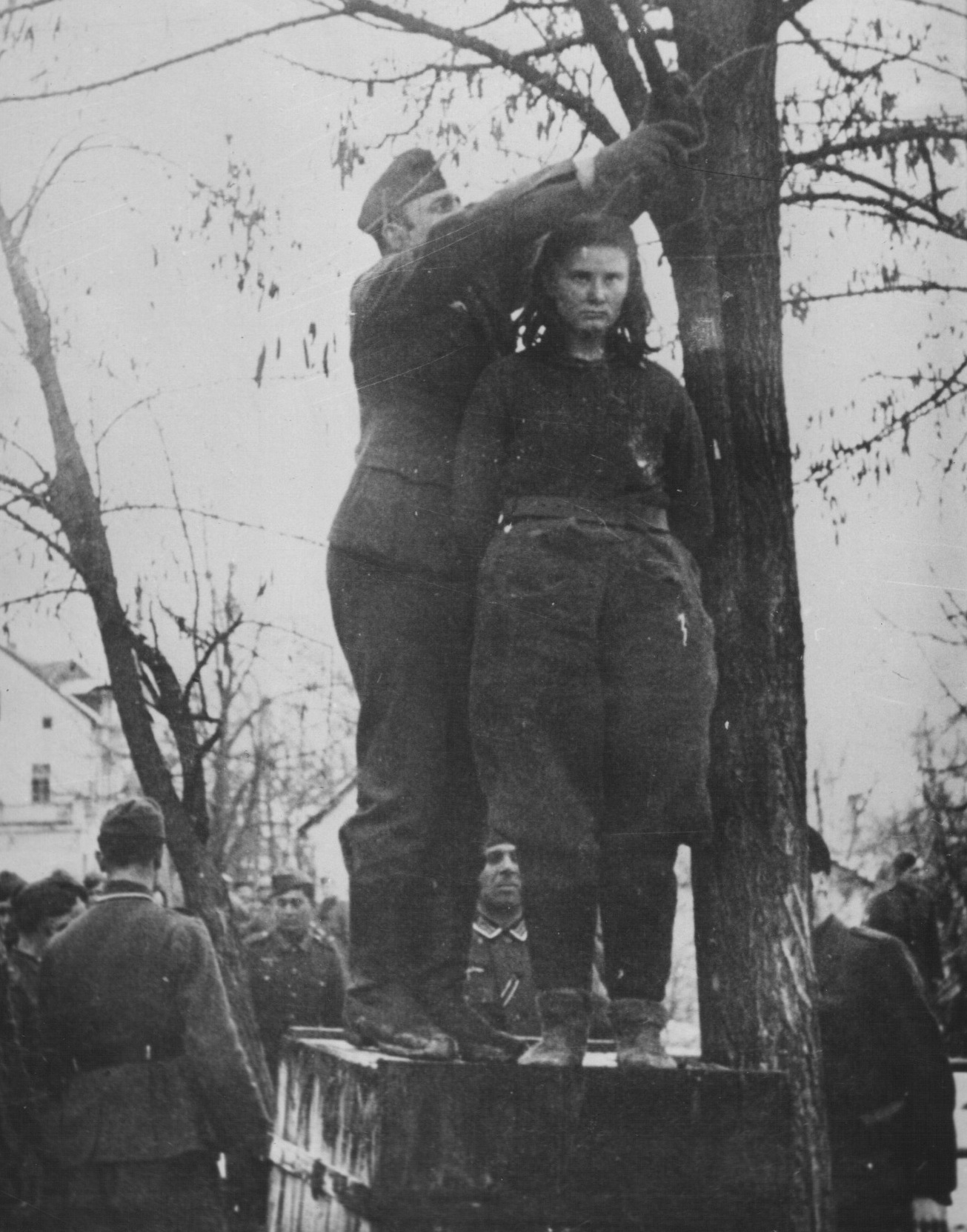
Lepa Radić, partigiana e antifascista jugoslava, membro dell'Esercito Popolare di Liberazione della Jugoslavia, giustiziata nel febbraio 1943, all'età di 17 anni

I crimini di guerra della Wehrmacht furono quelli commessi dalle forze armate tedesche durante la seconda guerra mondiale, che tra il settembre 1939 e il maggio 1945 si macchiarono di innumerevoli crimini di guerra, crimini contro le popolazioni civili e violazioni delle norme internazionali che regolavano i conflitti armati. Specialmente sul fronte orientale la Wehrmacht si distinse per l'eliminazione di almeno 4,3 milioni di prigionieri sovietici, nel massacro di oltre 16 milioni di civili nel contesto della guerra di sterminio, e nella collaborazione attiva e a tutti i livelli gerarchici dello sterminio degli ebrei. Il Processo di Norimberga ai principali criminali di guerra alla fine del conflitto provò che la Wehrmacht, senza essere un'organizzazione intrinsecamente criminale, si era nondimeno macchiata di numerosi e sistematici crimini su tutti i fronti di battaglia e in tutti i paesi occupati.

## Crimini di guerra

### Atrocità durante l'invasione della Polonia
Unità della Wehrmacht uccisero migliaia di cittadini polacchi durante la campagna del settembre 1939 attraverso esecuzioni e bombardamenti terroristici di città. Al termine delle ostilità, nel periodo in cui la Polonia fu amministrata dalla Wehrmacht (fino al 25 ottobre 1939) 531 tra città e villaggi vennero bruciati, e 714 esecuzioni di massa furono portate a termine, senza contare numerosissimi episodi di saccheggio, banditismo e assassinio. Si stima che furono complessivamente 16 376 i polacchi vittima di tali atrocità. Il 60% circa di questi crimini sono attribuiti alla Wehrmacht, i cui effettivi furono spesso coinvolti in massacri di ebrei condotti in proprio, eccedendo il loro normale lavoro di cattura per conto delle SS. Nell'estate del 1940, Reinhard Heydrich, il capo del Reichssicherheitshauptamt, l'Ufficio Centrale per la sicurezza del Reich (del quale faceva parte anche la Gestapo), osservò che "a fronte dei crimini, delle ruberie e degli abusi commessi dalla Wehrmacht, SS e polizia non erano poi guardate così male".

#### Prigionieri di guerra polacchi
Sono documentati numerosi esempi di soldati polacchi assassinati dopo la cattura, come per esempio a Śladów, dove 252 prigionieri furono annegati o fucilati dalla quarta divisione corazzata tedesca, o a Ciepielów, dove ne furono uccisi circa trecento, e Zambrów, dove vi furono altri trecento morti). I prigionieri di origine ebrea venivano abitualmente giustiziati sul posto. Ai detenuti del campo di prigionia di Żyrardów, catturati dopo la battaglia della Bzura venne negato il cibo per 10 giorni. In molti casi, i soldati polacchi catturati vennero bruciati vivi. Unità della settima divisione di fanteria polacca vennero massacrate subito dopo la cattura in diversi episodi di vendetta personale per la resistenza che avevano opposto in battaglia. L'11 di settembre, soldati tedeschi lanciarono bombe a mano in un edificio scolastico ove erano detenuti prigionieri di guerra polacchi.

#### Stupri di massa
Le forze della Wehrmacht commisero regolarmente stupri di donne e ragazze durante l'invasione della Polonia. E stupri furono commessi anche in danno di donne e ragazze polacche durante le esecuzioni di massa compiute soprattutto dalle Selbstschutz, che erano scortate da soldati della Wehrmacht sul territorio sotto amministrazione militare tedesca, prima di giustiziare le prigioniere. Il comunista ebreo polacco Szymon Datner, partigiano, asserisce che numerose donne sovietiche, dottoresse e infermiere, furono stuprate prima di essere assassinate. La Wehrmacht gestiva anche bordelli dove le donne venivano costrette a lavorare. Ruth Seifert in War and Rape. Analytical Approaches (Guerra e stupro. Un approccio analitico) scrive: "Nei territori orientali, la Wehrmacht era solita marchiare con le parole puttana per le truppe di Hitler i corpi delle partigiane catturate e di altre donne, prima di usarle conseguentemente".

#### Distruzione di Varsavia
Durante la Rivolta di Varsavia, le truppe guidate dai tedeschi uccisero 13 000 soldati e un numero di civili stimato tra 120 000 e 200 000. Almeno 5 000 soldati regolari, quasi tutti effettivi della Riserva, appoggiarono le SS nella repressione della Resistenza polacca, e vennero usati scudi umani durante gli scontri.

### Atrocità durante la campagna di Francia

#### Massacro di Vinkt
Tra il 25 e il 28 maggio del 1940 la Wehrmacht commise diversi crimini nei pressi del piccolo villaggio belga di Vinkt, tra i quali l'utilizzo di ostaggi come scudi umani. Poiché nonostante tutto, la resistenza dell'esercito belga continuava, i tedeschi perquisirono le fattorie circostanti, razziandole e catturando ulteriori ostaggi. In tutto, furono provate 86 esecuzioni di civili.

### L'Ordine del commissario
Quest'Ordine assimilò la guerra contro la Russia ad un conflitto razziale ed ideologico. Prevedeva l'immediata liquidazione dei prigionieri che venissero identificati come commissari politici dell'Armata Rossa, stabilendo che i soldati tedeschi erano esentati dal rispetto del diritto internazionale. L'ordine fu emanato per conto di Hitler dal Comando della Wehrmacht e distribuito ai comandi operativi.

### Il Decreto Barbarossa
Emanato dal feldmaresciallo Keitel poche settimane prima dell'Operazione Barbarossa, sottraeva i civili sovietici autori di atti ostili alla giurisdizione della corte marziale. I sospetti dovevano essere condotti davanti ad un ufficiale, al quale competeva di stabilire se dovessero essere fucilati. Non era invece "richiesto" perseguire membri della Wehrmacht colpevoli di aggressioni in danno di civili, a meno che non fosse necessario per questioni di disciplina.

### Abusi sui prigionieri di guerra

#### Campi di prigionia

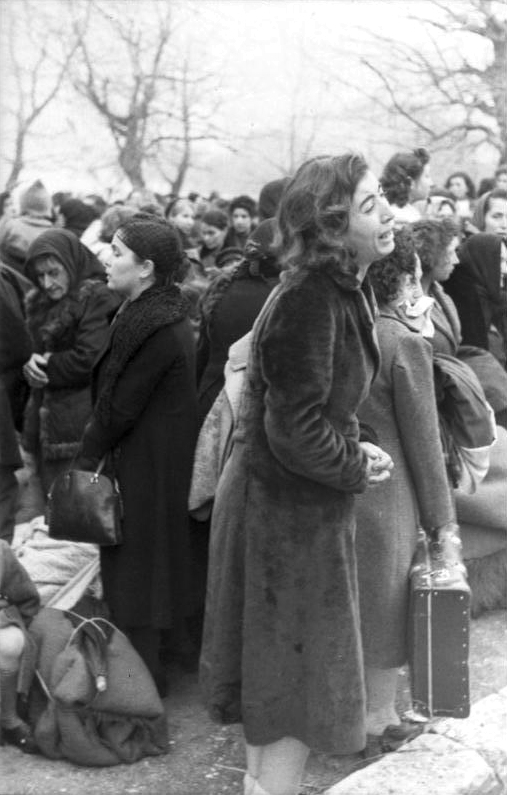
Una donna piange durante la deportazione degli ebrei di Ioannina il 25 marzo 1944 da parte dell'esercito tedesco. Quasi tutte le persone deportate furono uccise poco dopo l'11 aprile 1944, quando il treno che le trasportava raggiunse Auschwitz-Birkenau.

Nel 1929, la Terza Convenzione di Ginevra (1929) relativa al trattamento dei prigionieri di guerra era stata sottoscritta dalla Germania e da molti altri stati, mentre l'Unione Sovietica e il Giappone non l'avrebbero fatto se non alla fine della guerra (con la sua versione finale del 1949). Questo significava che la Germania si era obbligata a trattare di conseguenza tutti i prigionieri di guerra, mentre al contrario i tedeschi catturati dall'Armata Rossa non potevano pretendere un analogo comportamento. Nei fatti, né l'Unione Sovietica né l'Impero giapponese rispettarono la Convenzione di Ginevra. Peraltro, nei campi di prigionia della Wehrmacht, mentre i prigionieri catturati e detenuti all'ovest venivano sottoposti ad un trattamento in linea di massima compatibile con le condizioni umanitarie prescritte dal diritto internazionale, i prigionieri di Polonia (che non si arrese mai) e dell'URSS furono incarcerati in condizioni significativamente peggiori. Al dicembre 1941 più di 2 400 000 soldati sovietici erano stati fatti prigionieri, e vennero decimati dalla malnutrizione e da epidemie (come il tifo) dovute all'incapacità della Wehrmacht di fornire loro cibo, riparo e condizioni igienico-sanitarie appropriate. I prigionieri inoltre venivano regolarmente sottoposti a pestaggi, torture e trattamenti umilianti e degradanti. Tra il lancio dell'Operazione Barbarossa nell'estate del 1941 e la primavera successiva, 2 800 000 dei 3 200 000 soldati catturati morirono in prigionia. Inoltre, il mancato raggiungimento della rapida vittoria prevista sul fronte orientale provocò una carenza di forza lavoro per la produzione bellica tedesca, e a partire dal 1942,  i prigionieri di guerra dell'Est (soprattutto sovietici) furono utilizzati come una fonte di lavoro forzato in schiavitù per mantenere alta la produzione bellica tedesca. Su un totale di 5,7 milioni di soldati sovietici catturati durante la guerra, 3,3 morirono in prigionia.

#### Massacri
L'uccisione dei prigionieri di guerra da parte della Wehrmacht cominciò durante la campagna polacca del settembre 1939. In molti casi folti gruppi di soldati polacchi vennero assassinati dopo la cattura. Il 26 marzo 1944 15 ufficiali e soldati dell'esercito statunitense in uniforme, dopo il fallimento dell'Operazione Ginny, vennero fucilati senza processo a La Spezia (Italia), su ordine del comandante del 75º Corpo d'Armata tedesco, generale Anton Dostler, malgrado l'opposizione dei suoi subordinati della 135ª brigata di guarnigione. L'Ordine commando di Hitler, emanato nel 1942, prevedeva che la fucilazione dei commando nemici, anche in uniforme, fosse da giustificare, ma dopo la guerra Dostler venne egualmente condannato a morte da un tribunale militare americano. La sentenza fu eseguita da un plotone d'esecuzione nel dicembre del 1945. Tra i massacri va ricordato quello di 1 500 prigionieri di guerra francesi di colore, preparato da una campagna di propaganda che dipingeva gli africani come selvaggi Dopo l'armistizio del 1943, prigionieri di guerra italiani furono giustiziati in diverse occasioni nelle quali le truppe italiane avevano opposto resistenza al disarmo forzato preteso dai tedeschi. Tra questi episodi si cita il massacro della Divisione Acqui a Cefalonia e l'eccidio di Coo.

### Il decreto notte e nebbia
Il decreto notte e nebbia, emanato da Hitler nel 1941, e diffuso insieme ad una direttiva di Keitel, fu operativo nei territori occidentali occupati (Belgio, Francia, Lussemburgo, Norvegia, Danimarca e Olanda). Il decreto consentiva che quanti "mettessero in pericolo la sicurezza della Germania" fossero sequestrati e fatti scomparire senza lasciare traccia. La direttiva di Keitel chiariva che "una efficace intimidazione può essere raggiunta solo con la pena capitale o con misure che impediscano a parenti o compatrioti del criminale di conoscere la sua sorte".

### Rappresaglie

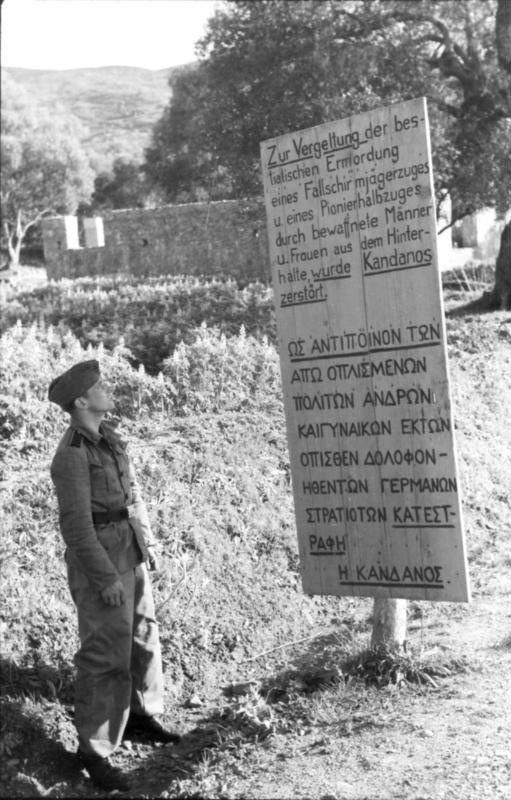
Un soldato tedesco di fronte al cartello eretto dopo la distruzione di Kandanos, Creta 1941

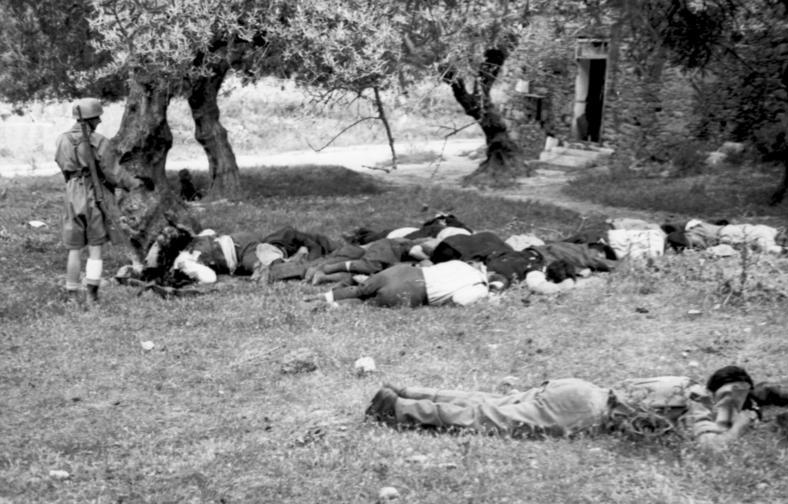
Assassinio di civili greci durante il massacro di Kondomari, Creta, da parte di paracadutisti tedeschi nel 1941

In Jugoslavia e Grecia molti villaggi vennero rasi al suolo, e i loro abitanti massacrati durante operazioni antiguerriglia, come ad esempio a Kondomari, Distomo, Kommeno and Kalavryta, e la distruzione di Kandanos in Grecia.
Nella Polonia occupata e in URSS, centinaia di villaggi vennero distrutti e gli abitanti massacrati. In URSS. i partigiani sovietici ed ebrei venivano usati per bonificare i campi minati. In molte nazioni occupate, la risposta della Wehrmacht agli attacchi della resistenza era la cattura e la fucilazioni di ostaggi: ne venivano giustiziati fino a 100 per ogni tedesco ammazzato.
Nel 1944, prima e dopo l'invasione alleata, la resistenza francese e il Maquis allargarono le loro azioni a qualsiasi organizzazione tedesca, comprese la Wehrmacht e le Waffen-SS.
Negli ordini impartiti in merito alla presa di ostaggi, Keitel sottolinea che "è importante che tra costoro siano comprese personalità ben note o loro familiari". Un comandante della Wehrmacht in Francia dichiarò che "quanto più noti sono gli ostaggi fucilati, tanto maggiore sarà l'effetto deterrente sui rei".
La Wehrmacht applicò la stessa politica con gli ostaggi sequestrati anche in Grecia, Jugoslavia, Scandinavia e Polonia.
William L. Shirer ha scritto che si può stimare in trentamila il numero degli ostaggi passati per le armi nel solo occidente..

## Punti di vista del dopoguerra
A partire dalla fine della guerra, nel 1945, diversi generali della Wehrmacht sottoscrissero una dichiarazione che difendeva le azioni contro i partigiani, l'esecuzione degli ostaggi e l'uso di lavoratori schiavi in quanto azioni rese necessarie dallo sforzo bellico. I generali sostenevano che l'Olocausto era stato attuato dalle SS e dalle loro organizzazioni collaterali, mentre il comando della Wehrmacht erano inconsapevoli di quanto accadeva nei campi di sterminio. La dichiarazione affermava che le forze armate avevano combattuto con onore, accreditando l'impressione che la Wehrmacht non avesse commesso crimini di guerra e fosse stata "irreprensibile". Ciò malgrado, un certo numero di alti ufficiali della Wehrmacht fu processata per crimini di guerra. Il comandante in capo dell'OKW, feldmaresciallo Wilhelm Keitel e il capo dello staff operativo Alfred Jodl furono imputati, processati e condannati a morte dal Tribunale Militare Internazionale a Norimberga nel 1946.
Entrambi vennero riconosciuti colpevoli di tutte le accuse e giustiziati mediante impiccagione, benché Jodl fosse poi riabilitato post mortem sei anni dopo. Il tribunale sentenziò anche che Gestapo, SD e SS (comprese le Waffen-SS) fossero organizzazioni intrinsecamente criminali, mentre non raggiunse la stessa conclusione a proposito dello Stato maggiore e dell'Alto Comando della Wehrmacht. L'inquisizione dei crimini di guerra perse forza durante gli anni cinquanta, con l'aggravarsi della guerra fredda; entrambi i nuovi stati tedeschi necessitavano la ricostruzione delle rispettive forze armate, e sarebbe stato impossibile senza ricorrere ai soldati già addestrati che avevano servito nella Wehrmacht. Le priorità della guerra fredda e il tabù sulla rivisitazione degli aspetti più spiacevoli della guerra avrebbero comportato che il ruolo della Wehrmacht nei crimini commessi durante la seconda guerra mondiale non sarebbe stato approfondito fino all'inizio degli anni ottanta.

### Wehrmachtsausstellung

#### La mostra originale, 1995–1999
L'idea di una Wehrmacht "irreprensibile" fu messa in crisi da una mostra organizzata dall'Hamburger Institut für Sozialforschung (Istituto Amburghese per le Ricerche Sociali) intitolata Vernichtungskrieg. Verbrechen der Wehrmacht 1941 bis 1944 (Guerra di sterminio. I crimini della Wehrmacht dal 1941 al 1944). La mostra itinerante, i cui spettatori sono stimati in un milione e duecentomila nell'ultimo decennio, dimostrava con l'ausilio di documenti e immagini che la Wehrmacht fu "coinvolta nella pianificazione e realizzazione di una guerra di sterminio contro gli Ebrei, i prigionieri di guerra, e la popolazione civile". Lo storico Hannes Heer l'aveva curata insieme a Gerd Hankel. L'esposizione suscitò controversie e richiese grossi cambiamenti quando fu scoperto che alcune delle accuse avanzate risultavano poco circostanziate, tanto più che le fotografie esibite non erano correttamente attribuite per luoghi, date e protagonisti (in qualche caso si trattava di crimini commessi dall'Armata Rossa).

#### Critiche
In seguito alle critiche concernenti la scorretta attribuzione di data e luogo di alcune delle immagini in mostra, avanzate tra gli altri dagli storici Bogdan Musial, polacco, e Krisztián Ungváry, ungherese, il direttore e fondatore dell'Istituto Jan Philipp Reemtsma sospese l'esposizione in attesa di un esame dei suoi contenuti da parte di un comitato di storici. Nel 1999, l'Istituto affidò la mostra ad un'associazione di promotori, ed Hannes Heer si dimise, uscendo l'anno successivo anche dall'Istituto stesso. Nel frattempo,  emersero rapporti sul suo passato di estremista di sinistra, durante il quale aveva subito diverse condanne penali . Il rapporto del comitato stabilì che le accuse all'esposizione di aver falsificato i materiali esibiti erano infondate, ma che alcuni documenti erano inesatti e le argomentazioni avanzate troppo radicali. Tuttavia, il comitato riaffermò la veridicità della mostra in generale:
"gli assunti di base della mostra sulla Wehrmacht e la guerra di sterminio nell'Est sono corretti. È indiscutibile che in Unione Sovietica la Wehrmacht non solo fu implicata nel genocidio perpetrato contro la popolazione ebrea, nei crimini commessi ai danni di prigionieri di guerra e negli attacchi ai civili, ma di fatto partecipò attivamente in questi misfatti, a volte collaborando e a volte dirigendoli. Non si trattò di casi isolati di abusi o eccessi: furono attività derivanti da decisioni prese dagli alti comandi militari, al fronte o dietro le linee".
Il comitato raccomandò che la mostra venisse riproposta, opportunamente revisionata, e lasciando, nei limiti del possibile, che i visitatori ne traessero personalmente le conclusioni.

#### La mostra revisionata, 2001–2004
La mostra revisionata fu rinominata Verbrechen der Wehrmacht. Dimensionen des Vernichtungskrieges 1941–1944. Fu focalizzata sul diritto internazionale e viaggiò dal 2001 al 2004. Dopo di allora, è stata resa permanente al Deutsches Historisches Museum di Berlino.

#### Film
Il documentario Der unbekannte Soldat (Il milite ignoto) di Michael Verhoeven arrivò nei cinema nell'agosto del 2006, ed è disponibile in DVD dal febbraio 2007; in esso vengono comparate le due versioni della mostra.

### La mostra sulla Wehrmacht in Polonia nel 1939
Una delle critiche ad entrambe le edizioni della mostra innanzi ricordata fu che coprisse soltanto la presenza tedesca in Unione Sovietica dal 1941 al 1945, tralasciando l'occupazione della Polonia nel 1939. La mostra polacca "Größte Härte ... Verbrechen der Wehrmacht in Polen September/Oktober 1939", un lavoro congiunto dell'Istituto per la Memoria Nazionale polacco e della sede di Varsavia del  Deutsches Historisches Institut (archiviato dall'url originale il 17 marzo 2010)., fu inaugurata il 1º settembre 2004 in Polonia e nel 2005 in versione tedesca. Ne fu fissata anche un'apertura al Centro di Documentazione sui raduni di massa nazisti di Norimberga dal 1º settembre 2007 all'inizio del 2008.

## Analisi di foto e lettere dei soldati della Wehrmacht

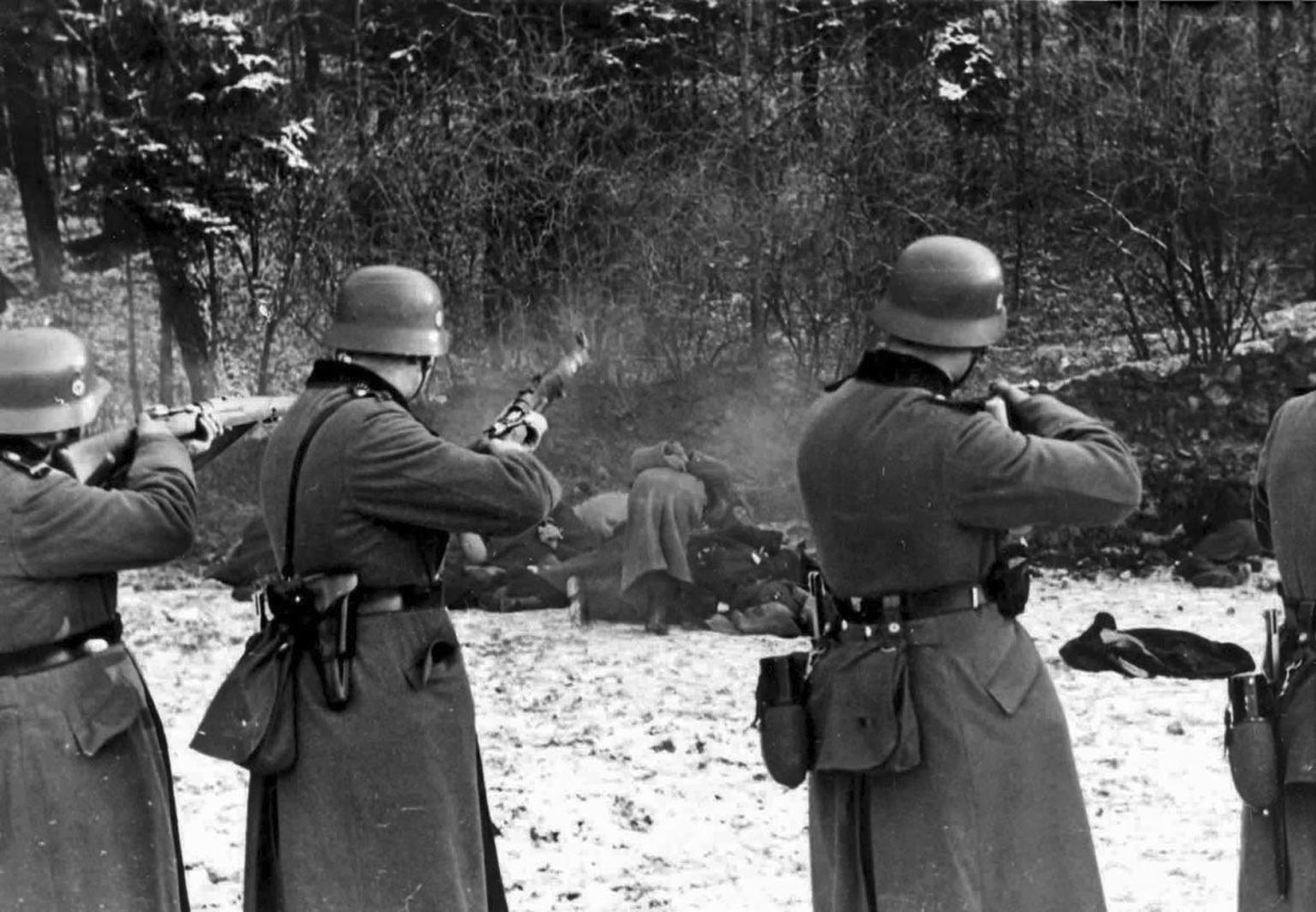
Soldati tedeschi della seconda guerra mondiale fucilano civili polacchi

L'atteggiamento dei soldati tedeschi verso le atrocità commesse su Ebrei e Polacchi nella seconda guerra mondiale venne analizzato anche ricorrendo allo studio di foto e corrispondenze sopravvissute al conflitto. Le foto rappresentano una preziosa fonte di conoscenza, poiché scattare foto, spesso poi raccolte in album, sulla persecuzione cui erano sottoposti gli ebrei era un'abitudine diffusa tra le truppe tedesche dell'epoca. Si tratta naturalmente di documenti personali e non di propaganda ufficiale di stato, ma queste foto dimostrano generalmente un atteggiamento antisemita. I soldati tedeschi, come pure gli agenti di polizia, riprendono gli ebrei deportati, giustiziati o umiliati, e gli abusi cui vengono sottoposti. È opinione dei ricercatori che queste fotografie dimostrino il consenso di chi le scattava per gli assassini e gli abusi perpetrati. "Questo consenso è il risultato di diversi fattori, quali l'ideologia antisemita e un prolungato, intensivo indottrinamento".  Prove d'archivio relative alla reazione alle politiche di sterminio razziale possono essere rinvenute in molte lettere rimaste dopo la guerra. Parecchie lettere di soldati della Wehrmacht furono pubblicate nel 1941 con il titolo de "Come i soldati tedeschi vedono l'Unione Sovietica", una raccolta di autentiche lettere di soldati sul fronte orientale. Come esempio di un indottrinamento "che trascende i risultati del mero servizio militare" i ricercatori Judith Levin e Daniel Uziel citano un soldato tedesco che scrive:
"Il popolo tedesco ha un profondo debito con il Führer, perché questi animali, i nostri nemici qui, avessero raggiunto la Germania, assassinii di natura mai vista al mondo sarebbero stati perpetrati... Non c'è giornale che possa raccontare quello che abbiamo visto. È al limite dell'incredibile, e nemmeno il Medioevo è paragonabile a quello che qui succede. Leggere "Der Stürmer" e guardare le foto che pubblica dà solo una pallida idea di quello che abbiamo visto e dei crimini commessi qui dagli ebrei".
Judith Levin e Daniel Uziel affermano che questo tipo di scritti e di opinioni sono comunissime nella corrispondenza dei soldati tedeschi, specie in quella proveniente dal fronte orientale. Altri esempi sono rappresentati dalle lettere dei soldati tedeschi alle famiglie durante la guerra, copiate da una cellula dell'esercito polacco infiltratasi nelle Poste tedesche.  Le lettere sono state esaminate dagli studiosi, e il quadro che ne emerge è simile a quello dipinto da Judith Levin e Daniel Uziel. Molti soldati scrivono chiaramente dello sterminio degli ebrei, mostrandosene orgogliosi. L'appoggio a concetti come "sottouomini" e "razza padrona" fa parte anch'esso dell'atteggiamento espresso dai soldati. Gli esempi presentati a riprova di questa tendenza comprendono brani come: "Sono uno di quelli che abbassano il numero dei partigiani. Li sbatto tutti al muro, e ognuno si becca una pallottola in testa, è un lavoro piacevole e interessante"; o anche: "Il mio punto di vista: questa nazione non merita che la frusta, solo così possono essere educati; una parte di loro l'ha già provata, altri tentano ancora di resistere. Ieri ho avuto la possibilità di vedere 40 partigiani, un qualcosa come non avevo mai incontrato prima. Mi ha reso persuaso del fatto che siamo noi i padroni, loro sono sottouomini" ("untermenschen"). Esistono numerose altre prove di questa tendenza e di questi sentimenti tra i soldati della Wehrmacht, e sono oggetto della ricerca degli storici. in conclusione, gli storici responsabili della mostra presumono che la propaganda e il clima di antisemitismo della Germania nazista ebbero un enorme impatto sull'intera popolazione ed enfatizzano l'importanza dell'indottrinamento.